# Russo (football)
Pour les articles homonymes, voir Russo.
Ricardo Soares Florêncio, plus connu sous le nom de Russo (né le 18 juin 1976 à Recife dans le Pernambouc), est un joueur de football international brésilien, qui évoluait au poste de défenseur.

## Biographie

### Carrière en sélection
Avec l'équipe du Brésil, il dispute 5 matchs (pour aucun but inscrit) entre 1997 et 1998. Il figure notamment dans le groupe des sélectionnés lors de la Coupe des confédérations de 1997.
Il participe également à la Gold Cup 1998 organisée aux États-Unis.

## Palmarès

### Palmarès en club
| Sport Recife - Championnat du Pernambouc (3) : - Champion : 1996, 1998 et 2000. |  | Vitória - Championnat de Bahia (1) : - Champion : 1997. |  | Cruzeiro - Championnat du Minas Gerais (1) : - Champion : 1998. |

### Palmarès en sélection
Brésil
- Coupe des confédérations (1) :
  - Vainqueur : 1997.